# Francis Beaufort
Francis Beaufort, född 27 maj 1774 på Irland, död 17 december 1857, var en brittisk konteramiral och hydrograf. Han är mest känd för sin vindskala, som även bär hans namn.
Beaufort gick till sjöss som trettonåring och gjorde en framgångsrik karriär inom flottan. Han var mycket intresserad av meteorologi och förde en väderdagbok under hela sitt yrkesliv. Under de första åren med eget befäl gjorde han hydrografiska mätningar på olika platser i världen, bland annat Medelhavet och Sydamerika, och började också skissa på den vindskala som skulle göra honom känd för eftervärlden. Efter en skottskada under patrulltjänst mot pirater i Medelhavet fick han administrativa jobb på amiralitetet med amirals titel för resten av sitt yrkesverksamma liv och anställdes 1829 som flottans hydrograf med ansvar för bland annat hydrologi och meteorologi. Han pensionerades från flottan 1855 vid 81 års ålder och avled två år senare. 1814 blev han medlem av Royal society och var även en av instiftarna av Royal geographical society.
Beaufort utvecklade sin vindskala 1806. I omarbetad form har den förblivit en världsstandard för sjöfarande och kommit att påverka även civil meteorologi. Skalan är ett försök att skapa exakta värden för de vinduppgifter som förs in i loggböcker och annan dokumentation, istället för de vaga beskrivningar och efter eget huvud påhittade beskrivning som sjöfolk dittills använt.
Asteroiden 9161 Beaufort är uppkallad efter honom.